# シーパワー
シー・パワー（英: Sea power）は、国家が海洋を支配し、潜在的、顕在的に活用する能力の総称である。伝統的な訳語は海上権力。海洋勢力、海洋力とも呼ばれる。対義語はランドパワーである。 

## 特徴
シーパワーは、アルフレッド・セイヤー・マハンにより提唱された概念であり、シーパワー超大国自体の意味でも用いられる。海洋は歴史的に沿岸地域に住む人間の生活と密接に関わり、古代から海産物の資源地域や海運の交通路として活用されてきた。また水域によって妨げられた陸上輸送を媒介するものでもあり、多面的な重要性を持つ。地政学ではシーパワー超大国はランドパワー超大国と対決すると位置づけられている。また、ハルフォード・マッキンダーは、イギリス、カナダ、アメリカ、ブラジル、オーストラリア、ニュージーランド、日本などの海島国（インシュラー・パワーズ）とフランス、イタリアなどの半島国を指してシーパワー大国としている。
シーパワーは領海だけでなく、公海にまでその強制力・影響力を及ぼせる。そのためにシーパワーは広範囲な海洋での自由な活動を確保し、平時・戦時において自国の商船隊・漁船団の自由な航行を保障し、逆に敵対国の航行を妨害・阻止できる。これはシーパワーの基幹的な要素である海上戦力が海洋における高度な機動性と持久性を兼ね備えているからである。また海軍艦艇が持つ政治的象徴性や多様性および海洋の国際性から、シーパワーには国際政治性が兼ね備わっており、外交戦略に大きく寄与できると考えられている。
シーパワーの構成要素は次の通り。
- 海洋利用のための商船隊・漁船隊
- 海洋を支配するための海軍力
- 造船などのための工業力
- 船舶の活動を支援するための港湾施設

国土が海上交通路の要点にあるかどうかの地理的環境、国土に適当な港湾施設が存在するかどうかの地形的環境、海岸線の距離の観点からの国土面積、人口、国民の海洋への理解や愛着といった国民性、海洋への国家の諸政策を遂行する性質が考えられている。
また、W.G.デーヴィッド海軍少尉は、1882年に米国海軍協会の機関紙 "U.S.Naval Institute Procceedings" の懸賞論文に寄稿し当選したエッセイでは、シーパワーの必要条件を以下のように整理した。
- 長い海岸線と良い港湾
- 地理的に恵まれた位置
- 商業保護と海運政策に関する国の立法的位置
- 造船用資材獲得の容易さ
- 航海体験人口の多さ
- 商船隊保護に必要な海軍
- できるだけ多くの植民地

## シーパワー勢力
現在または歴史上の代表的なシーパワー国家や政権を挙げる。 

### 過去の海洋国家
- アテナイ
- イギリス帝国
- ヴェネツィア共和国
- オマーン海上帝国
- オランダ海上帝国
- カルタゴ
- キルワ王国
- ジェノヴァ共和国
- スペイン帝国
- 大日本帝国
- トンガ大首長国
- ドイツ植民地帝国
- 南宋
- フェニキア
- フランス植民地帝国
- 平氏政権
- ポルトガル海上帝国
- 琉球王国